# Owe Fischer-Breiholz
Owe Fischer-Breiholz, född den 5 maj 2004, är en tysk friidrottare som tävlar i häcklöpning.

## Karriär
Owe Fischer-Breiholz tog vid U23-EM 2025 guld på 400 meter häck.